# Сегура, Ана Ирис
Ана Ирис Сегура Сегура (исп. Ana Iris Segura Segura; род. 26 июля 1991) — колумбийская тяжелоатлетка, выступающая в весовой категории до 49 килограммов. Бронзовый призёр чемпионата мира, двукратная чемпионка Боливарианских игр, двукратный серебряный призёр Панамериканских игр.

## Биография
Ана Ирис Сегура родилась 26 июля 1991 года.

## Карьера
На Панамериканском чемпионате 2013 года Сегура выступала в весовой категории до 48 килограммов и заняла пятое место, показав результат 165 килограммов в сумме (75 + 90). В том же году выступила на чемпионате мира, но в рывке осталась без успешной попытки. Тем не менее, она продолжила соревнования и толкнула штангу на 93 кг во втором упражнении. На чемпионате Южной Америки 2013 года завоевала золото с результатом 165 килограммов. Такие же результаты она показала на Боливарианских играх 2013 и Южноамериканских играх 2014, где завоевала золотые медали. На Панамериканском чемпионате 2014 года вновь заняла четвёртое место, подняв в сумме 166 кг.
В 2015 году Сегура завоевала серебро Панамериканских Игр с результатом 180 кг — на 14 килограммов лучше её прошлогоднего результата. Она подняла 77 кг в рывке и толкнула штангу на 103 кг. В том же году она участвовала на чемпионате мира, где стала шестнадцатой с результатом 177 кг.
В 2016 году Ана Сегура одержала три победы — на чемпионате Южной Америки (с результатом 179 кг), Панамериканском чемпионате (с результатом 181 кг) и тестовом турнире к Олимпиаде в Рио-де-Жанейро (с результатом 179 кг). В 2017 году она защитила титулы чемпионки Южной Америки и Панамериканского первенства, подняв на турнирах 180 и 177 кг, соответственно. В том же году она стала чемпионкой Боливарианских игр с результатом 180 кг. На чемпионате мира 2017 года в Анахайме Ана Сегура завоевала бронзовую медаль в категории до 48 килограммов. Она подняла 81 кг в рывке и 101 кг в толчке, показав лучший результат в карьере — 182 кг.
На чемпионате мира 2018 года в Ашхабаде Сегура выступала в новой весовой категории до 49 килограммов и заняла восьмое место с результатом 180 кг.
На Панамериканском чемпионате 2019 года стала четвёртой с результатом 179 кг, а на Панамериканских играх 2019 года завоевала серебряную медаль с новым личным рекордом 188 кг. Такой же вес колумбийка подняла на чемпионате мира в Паттайе, где заняла пятое место.